# 강용순 (언어학자)
강용순(姜龍珣, 1959년 3월 1일 ~ )은 대한민국의 언어학자이다.

## 생애
경기도 양주 출신으로 1983년도에 연세대학교를 졸업하고, 1985년에 〈보문 구조의 도상성 연구〉라는 논문으로 동대학원에서 석사학위를 취득하였으며, 1991년도에 〈자음과 모음이 만났을 때 발생하는 음운자립들을 자립 음운론의 관점에서 분석〉(Phonology of Consonant-Vowel Interaction)이라는 논문으로 일리노이 대학교에서 박사학위를 취득하였다. 한국음운론학회장, 한국영어학회장을 역임하였다. 1992년 성균관대 영어영문학과 교수로 임용되었다.
현재는 2024년 8월 정년퇴직하여 성균관대학교 영어영문학과 명예교수이다.

## 저서
- 한국인에게 어려운 영어발음
- 영어 강세의 이해
- 언어, 바나나, 보노보 (언어학의 문제와 퍼즐, 그리고 논쟁) (역서)
- 영어음운론:최적성이론적 분석(역서)
- 초, 중등 영어교과서(공저)